# Championnat de Turquie de football américain
Le Championnat de Turquie de football américain (Türkiye Korumalı Futbol Ligi 1 ou TKFL1) est une compétition réunissant l'élite des clubs turques de football américain depuis 2009.
En 2018, cette compétition organisée par la Fédération Turque de Rugby (Türkïye Ragbi Federasyonu), se dispute en une phase régulière de type championnat laquelle est suivie d'une phase de playoffs (1/2 finales), le tout se terminant par une finale.
De 2005 à 2015, le championnat se joue chaque année mais débute en novembre pour se terminer, après une longue trêve hivernale, fin mai de l'année suivante. Depuis la saison 2016, la saison se joue chaque année de février/avril à juillet.

## Palmarès du Turkey Bowl
Les équipes turques lors des saisons 1994 à 2004 se rencontraient lors de tournois et non sous une forme de championnat ce qui explique que les champions ne sont pas reprises dans le tableau ci-dessous. Lors des saisons 2004 et 2005, il y avait deux ligues turques non officielles (l'AFK et l'UAFL) et donc deux champions. Dès 2006, la ligue officielle (TAFLA) est créée et elle consacre donc officiellement le champion turc même si la ligue AFK a continué d'exister.
| Saisons | Champion                                                             | Adversaire                                                           | Résultat                                                             | Nb. Éq.        | Note   |
| ------- | -------------------------------------------------------------------- | -------------------------------------------------------------------- | -------------------------------------------------------------------- | -------------- | ------ |
| 2006    | Bogazici Sultans                                                     | Izmir Ege Dolphins                                                   | 30 – 08                                                              | ?              | ,      |
| 2007    | Hacettepe Red Deers                                                  | Gazi Warriors                                                        | 38 - 24                                                              | ?              | ,      |
| 2008    | Hacettepe Red Deers                                                  | Gazi Warriors                                                        | 20 – 14                                                              | ?              | ,      |
| 2009    | Bogazici Sultans                                                     | Istanbul Cavaliers                                                   | 22 – 20                                                              | ?              | ,      |
| 2010    | Istanbul Cavaliers                                                   | Gazi Warriors                                                        | 18 – 13                                                              | ?              | ,      |
| 2011    | Gazi Warriors                                                        | Bogazici Sultans                                                     | 41 – 38                                                              | ?              | ,      |
| 2012    | Gazi Warriors                                                        | Hacettepe Red Deers                                                  | 47 – 10                                                              | 8 éq.          | [ 6 ]  |
| 2013    | Bogazici Sultans                                                     | ODTÜ Falcons                                                         | 39 – 23                                                              | 8 éq.          | [ 7 ]  |
| 2014    | Bogazici Sultans                                                     | Koc Rams                                                             | 30 – 23                                                              | 8 éq.          | [ 8 ]  |
| 2015    | Bogazici Sultans                                                     | Koc Rams                                                             | 10 – 07                                                              | 8 éq.          | [ 9 ]  |
| 2016    | Koc Rams                                                             | Bogazici Sultans                                                     | 21 – 14                                                              | 7 éq.          | [ 10 ] |
| 2017    | Koc Rams                                                             | Sakarya Tatankalari                                                  | 56 – 14                                                              | 8 éq.          | [ 11 ] |
| 2018    | Koc Rams                                                             | Bogazici Sultans                                                     | 52 – 21                                                              | 8 éq.          | [ 12 ] |
| 2019    | Koc Rams                                                             | METU Falcons                                                         | 29 – 19                                                              | 8 éq.          | ,      |
| 2020    | Yeditepe Eagles déclarés champions (1 seul match disputé - covid-19) | Yeditepe Eagles déclarés champions (1 seul match disputé - covid-19) | Yeditepe Eagles déclarés champions (1 seul match disputé - covid-19) | 8 éq.          | ,      |
| 2021    | Saison annulée                                                       | Saison annulée                                                       | Saison annulée                                                       | Saison annulée | [ 17 ] |
| 2022    | Bogazici Sultans                                                     | Rams d'Istanbul                                                      | 17 – 14                                                              | 8 éq.          | [ 1 ]  |

## Tableau d'honneur
|   | Club                     | Nombre de titres | Saisons                                                                |
| - | ------------------------ | ---------------- | ---------------------------------------------------------------------- |
| 1 | Boğaziçi Sultans         | 11               | 1995, 1996, 1997, 1998, 2003, 2006, 2009, 2013, 2014, 2015, 2022       |
| 2 | Hacettepe Red Deers      | 9                | 1994, 1999, 2000, 2001, 2002, 2004 (en AFK), 2005 (en AFK), 2007, 2008 |
| 3 | Koç Rams/Rams d'Istanbul | 4                | 2016, 2017, 2018, 2019                                                 |
| 4 | Gazi Warriors            | 2                | 2011, 2012                                                             |
| 5 | METU Falcons             | 1                | 2004 (en UAFL)                                                         |
| 6 | Ege Dolphins             | 1                | 2005 (en UAFL)                                                         |
| 7 | İstanbul Cavalliers      | 1                | 2010                                                                   |
| 7 | Yeditepe Eagles          | 1                | 2020                                                                   |